# Mikrobil
En mikrobil (Bilsegment A) er klassen under Minibil og den mindste klasse. Klassen omfatter bybiler som eksempelvis Peugeot 107 og Chevrolet Spark, men også ekstremt små biler som Tata Nano. 

## Historie
Markedet for mikrobiler begyndte i 1960'erne og i 1980'erne og 1990'erne oplevede segmentet stor vækst, eksempelvis var Suzuki Alto meget populær. Den moderne generation af mikrobiler blev introduceret i 2005 af TPCA et joint venture mellem PSA Peugeot Citroën og Toyota, hvor resultatet blev trillingerne Peugeot 107, Citroën C1 og Toyota Aygo. 
I 2008 præsenterede Tata Motors bilen Tata Nano, der både er væsentligt mindre og billigere end klassens øvrige biler.
I 2011 har Volkswagen Group lanceret trillingerne Volkswagen up!, SEAT Mii og Škoda Citigo.

## Aktuelle modeller
- Aston Martin Cygnet
- Citroën C1
- Chevrolet Spark
- Daihatsu Cuore
- Fiat 500e
- Fiat Panda
- Ford Ka
- Hyundai i10
- Kia Picanto
- Mitsubishi iMiEV
- Nissan Pixo
- Opel Adam
- Opel Agila
- Peugeot 108
- Renault Twingo
- SEAT Mii
- Smart Fortwo
- Suzuki Alto
- Suzuki Splash
- Toyota Aygo
- Toyota iQ
- Volkswagen up!